# Alain Moyne-Bressand
Pour les articles homonymes, voir Moyne.
Alain Moyne-Bressand, homme politique français, né le 30 juillet 1945 à Jallieu (Isère). Il est député de l'Isère de 1986 à 1988 puis de la sixième circonscription de l'Isère de 1988 à 2017.
À la suite de nombreuses démissions de conseillers municipaux, des élections se sont tenues ce dimanche 26 mai 2024. La liste emmenée par l'opposition Crémieu Dynamique a reçu 599 voix contre 516 pour celle d'Alain Moyne-Bressand.

## Biographie
Alain Moyne-Bressand est né le 30 juillet 1945 à Jallieu. Titulaire d'un CAP d'aide comptable, il exerce la profession de chef d'entreprise.
Il commence sa carrière politique en devenant maire de la commune de Soleymieu en 1971, à 26 ans. Par la suite, il est élu maire de Crémieu en 1983, après deux mandats à Soleymieu.
Il est également élu conseiller général dès 1977, poste qu'il occupe des dizaines d'années, en étant à plusieurs reprises vice-président.
Il est élu Les Républicains.
Il est arrivé en tête du classement des députés qui ont le plus œuvré pour « améliorer les conditions des contribuables » au cours de la législature 2007-2012, selon le palmarès de l'association Contribuables associés. En janvier 2017, la Haute Autorité pour la transparence de la vie publique saisit la justice concernant sa déclaration de patrimoine, dont il aurait omis une « partie
substantielle ».
Il soutient Nicolas Sarkozy pour la primaire française de la droite et du centre de 2016.
Aux élections législatives de 2017, il est battu dès le premier tour en arrivant en 3e position avec 18,06 % des suffrages exprimés.

## Mandats
- 14/03/1971 - 05/03/1977 : Maire de Soleymieu (Isère)
- 10/07/1977 - 14/03/1998 : Membre du Conseil général de l'Isère
- 14/03/1983 - 26/05/2024 : Maire de Crémieu (Isère)
- 22/03/1985 - 12/02/1996 : Vice-Président du Conseil général de l'Isère
- 02/04/1986 - 20/06/2017 : Député